# Alice Lévêque
Alice Lévêque (* 9. Mai 1989 in Mülhausen, Frankreich) ist eine ehemalige französische Handballspielerin, die dem Kader der französischen Nationalmannschaft angehörte.

## Karriere

### Im Verein
Lévêque begann das Handballspielen im Jahr 1996 bei Masevaux Handball und wechselte sieben Jahre später zum HBC Kingersheim. Im Jahr 2005 schloss sich die Rückraumspielerin dem Trainingszentrum des Vereins Entente Sportive Bisontine Féminin an, an dem sie vier Jahre verbrachte. Daraufhin gehörte sie in der Saison 2009/10 der Profimannschaft von Cercle Dijon Bourgogne an und lief anschließend für die Erstligamannschaft von Entente Sportive Bisontine Féminin auf. Lévêque spielte ab dem Sommer 2013 für die Spielgemeinschaft Union Bègles Bordeaux-Mios Biganos, mit der sie 2015 den EHF Challenge Cup gewann. Ab dem Sommer 2015 stand sie bei Metz Handball unter Vertrag. Nachdem Lévêque mit Metz im Jahr 2016 die französische Meisterschaft gewonnen hatte, kehrte sie erneut zu Entente Sportive Bisontine Féminin zurück. Dort beendete sie nach der Saison 2019/20 ihre Karriere. Im Jahr 2023 gab sie nochmals bei ihrem Jugendverein Masevaux Handball ein Comeback.

### In der Nationalmannschaft
Lévêque gewann mit der französischen Jugendnationalmannschaft die Bronzemedaille bei der U-17-Europameisterschaft 2005. Während den Mittelmeerspielen 2009 gab Lévêque im Juni 2009 ihr Debüt für die französische Nationalmannschaft, mit der sie die Goldmedaille gewann. Weiterhin nahm sie mit Frankreich an der Weltmeisterschaft 2013 teil.